# Tutta colpa mia (singolo)
Tutta colpa mia è un brano della cantante italiana Elodie, pubblicato l'8 febbraio 2017 come primo estratto dall'album omonimo.

## Descrizione
Il brano, scritto e composto da Emma Marrone, Oscar Angiuli, Francesco Cianciola, Giovanni Pollex, è stato presentato in gara in occasione del Festival di Sanremo 2017,
 dove si è classificato all'8º posto.

## Tracce
1. Tutta colpa mia – 3:18 (Emma Marrone, Oscar Angiuli, Francesco Cianciola, Giovanni Pollex)

## Formazione
- Elodie – voce, cori
- Emma Marrone – produzione, direzione vocale
- Luca Mattioni – produzione, arrangiamento, tastiere, pianoforte, Fender Rhodes, programmazione, cori
- Francesco Ambrosini – programmazione, cori
- Marco Montanari – chitarra
- Luca Visigalli – basso
- Diego Corradin – batteria
- Fabio Gurian – composizione strumenti ad arco, arrangiamento e direzione archi
- Serafino Tedesi – primo violino
- Paolo Costanzo – secondo violino
- Matteo del Soldà – viola
- Claudio Giacomazzi – violoncello

## Successo commerciale
Il 10 febbraio il singolo debutta alla 45ª posizione della classifica FIMI e la settimana successiva raggiunge la 12ª posizione .
Il 13 marzo è stato certificato disco d'oro da FIMI per aver superato le 25.000 unità vendute in digitale, mentre il 7 agosto viene certificato disco di platino per aver superato le 50.000 copie vendute.

## Classifiche
| Classifica (2017) | Posizione massima |
| ----------------- | ----------------- |
| Italia            | 12                |